# ピエトロ・セルモンティ
ピエトロ・セルモンティ（Pietro Sermonti、1971年10月25日 - ）はイタリアの俳優。

## 略歴
1971年ローマ生まれ。
父は作家のヴィットリオ・セルモンティ、母は起業家のサマリターナ・ラタッツィ、母方の祖母はイタリアの名門アニェッリ家出身で同国初の女性外務大臣だったスザンナ・アニェッリ、母方の祖父はウルバーノ・ラタッツィ伯爵。
サッカー選手を目指してユヴェントスのユースチームでプレイしていたが、身体的な問題のために断念すると、演出と演技を学ぶためにイタリア国内の様々な研究所をはじめ、米国に渡ってリー・ストラスバーグ劇場研究所やニューヨークフィルムアカデミーに通う。
1995年に舞台で俳優デビューし、1998年に『Piccole anime』で映画デビュー、2000年代に入ると様々なテレビドラマに出演するようになる。

## 主な出演作品
- グルメ探偵ネロ・ウルフ イタリアへ行く! Nero Wolfe (2012) - アーチー・グッドウィン役 ※テレビシリーズ
- いつだってやめられる - アンドレア・デ・サンクティス役
  - いつだってやめられる 7人の危ない教授たち Smetto quando voglio (2014)
  - いつだってやめられる 10人の怒れる教授たち Smetto quando voglio: Masterclass (2017)
  - いつだってやめられる 闘う名誉教授たち Smetto quando voglio: Ad honorem (2017)